# Троил и Крессида

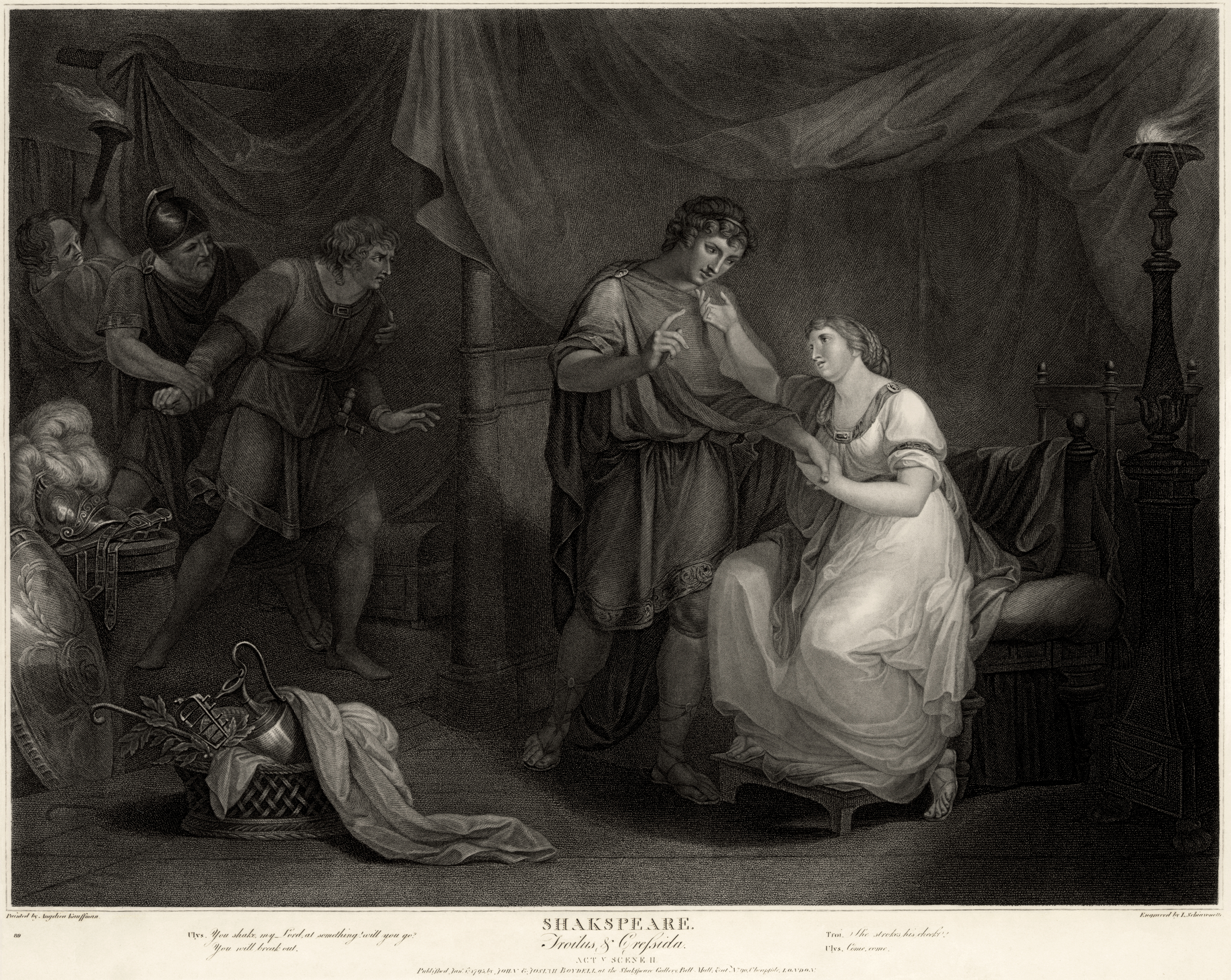
Иллюстрация Ангелики Кауфман

Трои́л и Кресси́да (англ. Troilus and Cressida) — пьеса Шекспира, вслед за первыми посмертными публикаторами относимая к трагедиям. Фредерик Боас описал её, как одну из шекспировских «проблемных пьес», наряду с «Мера за меру» и «Конец — делу венец».
Пьеса написана в 1602 г.
В Трое во время Троянской войны между Троилом и Крессидой начинается роман. Крессида вынуждена покинуть Трою для того чтобы присоединиться к отцу в греческом лагере. Тем временем греки стараются смягчить гордыню Ахилла. Пьеса представляет смесь похабной комедии и мрачной трагедии. Читателям и театралам бывает трудно понять, как реагировать на персонажей пьесы. Некоторое время назад она «дала начала исключительно оживлённым критическим спорам».

## Персонажи
| - Приам, царь Трои - Дети Приама: Кассандра (пророчица), Гектор, Троил, Парис, Деифоб, Елена и Маргарелон (бастард) - Андромаха, жена Гектора - Эней, полководец и лидер - Антенор, другой командир - Калхас, троянский жрец, который принимает участие вместе с греками - Крессида, дочь тренера - Александр, слуга Крессиды - Пандар, дядя Крессиды | - Агамемнон, царь греков и предводитель греческого вторжения - Ахилл, принц - Аякс, принц - Диомед, принц - Нестор, мудрый и разговорчивый принц - Улисс, царь Итаки (в некоторых изданиях персонаж упоминается как Одиссей.) - Менелай, царь Спарты, брат Агамемнона - Елена, жена Менелая, живущая с Парисом - Терсит, уродливый и непристойный «дурак» из низшего класса - Патрокл, протеже и любовник Ахилла |

## Сюжет
Действие «Троила и Крессиды» происходит в последние годы Троянской войны, точно следуя сюжетной линии «Илиады», начиная с отказа Ахиллеса принимать участие в битве и до смерти Гектора. По сути в пьесе развиваются два сюжета. В одном Троил, троянский царевич (сын Приама), сватается к троянке Крессиде. Они говорят о бессмертной любви, прежде чем Крессиду меняют на троянского военнопленного. Пытаясь навестить её в греческом лагере, Троил замечает, как Диомед флиртует с его возлюбленной Крессидой, и решает отомстить за её вероломство.
Хотя этот сюжет и дал пьесе название, на него приходится лишь небольшая часть продолжительности пьесы. Большая часть пьесы вращается вокруг лидеров греческих и троянских войск, Агамемнона и Приама соответственно. Агамемнон и его соратники пытаются вернуть в битву гордого Ахиллеса и заставить его сразиться с Гектором, отправляющим грекам сообщение о готовности вступить в бой один на один с любым греческим воином. Первоначально в качестве такого выбирается Аякс, но он мирится с Гектором ещё до начала поединка. Ахилл возвращается в бой только после того, как его друг Патрокл гибнет от руки Гектора перед троянскими стенами. Серия стычек завершает пьесу, и Ахилл ловит Гектора и приказывает мирмидонянам убить его. Завоевание Трои остаётся незавершенным, так как троянцы узнают о смерти своего героя.

## Акт I

### Сцена 1
Пьеса открывается Прологом, актёром в костюме солдата, излагающего нам предысторию сюжета, действие которого происходит во время Троянской войны. Увековеченная в греческой мифологии и «Илиаде» Гомера, война случается из-за того, что троянский принц Парис украл прекрасную Елену у мужа, царя Спарты Менелая, и он увозит её с собой домой в Трою. В ответ Менелай собирает своих собратьев-греческих царей, и они плывут в Трою, надеясь захватить город и вернуть Елену.
В стенах Трои принц Троил жалуется Пандару, что не может сражаться из-за сердечной боли; он отчаянно влюблён в племянницу Пандара Крессиду. Пандар жалуется в ответ, что он сделал все возможное для того чтобы Троил ухаживал за его племянницей, и что он получил малую благодарность за свои труды. После его ухода Троил замечает, что Пандар в последнее время сделался раздражителен. Пока он размышляет, входит троянский полководец Эней с известием о том, что Парис был ранен в бою с Менелаем. Когда из-за кулис доносится шум битвы, Троил соглашается присоединиться к троянским сотоварищам на поле боя.

### Сцена 2
В другой части города Крессида беседует со слугой, рассказывающим, как греческий воин Аякс, доблестный, но глупый человек, накануне сумел одолеть великого троянского царевича Гектора, и что Гектор яростно сражается из-за того поражения. К Крессиде присоединяется Пандар, и они обсуждают троянских принцев, при этом Пандар занимает позицию, что Троил более велик, нежели Гектор. Пока они разговаривают, мимо них проходит ряд троянских владык, возвращающихся с битвы, в их числе Антенор, Эней, Гектор и Парис; Пандар хвалит каждого, однако говорит племяннице, что ни один из них не может сравниться с Троилом. Затем он покидает Крессиду, обещая принести знак от Троила. В одиночестве Крессида говорит, что, отвечая на чувства Троила, она отдаляет его; она наслаждается его ухаживаниями.

### Сцена 3
В греческом лагере великий полководец и царь Агамемнон беседует с лейтенантами и собратьями-царями. Он спрашивает, почему они выглядят столь угрюмо и удручённо, ведь, хотя их 7-летняя осада Трои ещё не увенчалась успехом, они должны приветствовать невзгоды долгой войны, поскольку лишь в трудные времена может проявиться величие. Нестор, старейший из греческих полководцев, приводит примеры того, как из лишений возникает героизм. В ответ Улисс выражает глубокое уважение к сказанному, однако указывает, что греческая армия переживает кризис не из-за длительности войны, а из-за упадка власти в греческом лагере. Вместо того, чтобы объединиться, они делятся на фракции: Ахиллес отказывается сражаться и просто сидит в своей палатке, пока его дружок Патрокл высмеивает греческих полководцев; другие, навроде Аякса и его раба Терсита следуют его примеру, и таким образом вся армия развращается. Остальные согласны, что это большая проблема, и пока они обсуждают, что им делать, появляется Эней под флагом перемирия и бросает вызов Гектору. Троянский принц предлагает сразиться с любым греческим владыкой в единоборстве, ставя во главу угла честь их жён. Греки соглашаются найти чемпиона и предлагают Энею гостеприимство. Когда Энея уводят, Улисс говорит Нестору, что этот вызов действительно направлен на Ахилла, поскольку лишь Ахиллес может сравниться с великим Гектором в битве. Но заставлять Ахилла сражаться с Гектором было бы опасно, потому что, если Ахиллес проиграет, это обескуражит всю армию. Поэтому Улисс и предлагает, чтобы вместо этого они заставили Аякса сразиться с Гектором; даже если Аякс проиграет, они всё равно могут говорить, что на его месте победил бы Ахиллес. В то же время, выбрав Аякса своим защитником, они приведут в ярость Ахиллеса и, возможно, подтолкнут его вновь присоединиться к войне, взяв с собой всех солдат. Нестор, впечатлившись разумом Улисса, соглашается с планом.

## Акт II

### Сцена 1
В греческом лагере Аякс вызывает раба Терсита и приказывает ему выяснить, в чём состояло только что случившееся воззвание. Терсит, сквернословящий хулиган, отказывается подчиняться, но вместо этого с одинаковой силой клянёт и своего хозяина, и греков, провоцируя Аякса побить его. Их встречают Ахиллес и Патрокл, и Терсит начинает проклинать и их также. Обиженный просьбой Патрокла прекратить, он отвечает: «Ну, молчу, коли уж Ахиллова красотка велит!» (I will hold my peace when Achilles' brooch bids me, shall I?), в XVI в. это слово «brooch» означал помимо прочего заострённую дубинку, то есть подразумевалось, что Ахиллес и Патрокл были любовники. Они отсылают его, и Ахиллес сообщает Аяксу известие о вызове, который Гектор бросает любому храброму греческому воину. Выбор воина был отдан жребию, говорит Ахиллес, уходя, иначе он один был бы единственно возможным выбором; это замечание вызывает усмешку Аякса.

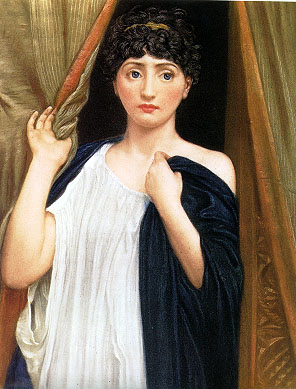
Крессида Эдварда Пойнтера

### Сцена 2
В Трое царь Приам и его сыновья обсуждают целесообразность продолжения войны, если они могут закончить её, вернув Елену грекам. Гектор, которого поддерживает его брат Гелен, красноречиво утверждает, что, хотя кража Елены, возможно, была смелым поступком, она не может стоить той большой и кровавой цены, которую они платят за её удержание. Когда он кончил говорить, его сестра Кассандра, пророчица, которую считают сумасшедшей, врывается и кричит, что, если они не отпустят Елену, Троя сгорит. Когда она уходит, Троил отвергает её предупреждение как бредовое и утверждает, что они должны оставить Елену ради своей чести, и Парис поддерживает его. Гектор возражает, что именно поэтому молодым людям и нельзя доверять принятие нравственных решений, так как страсть подавляет их разум. Однако Троил говорит, что Елена больше, чем женщина, она является предметом чести и славы, и Гектор уступает и соглашается продолжать войну. Далее он сообщает о вызове, брошенном грекам, и о том, как, как он надеется вывести Ахиллеса на поле боя.

### Сцена 3
Терсит в одиночестве насмехается над претензиями и Аякса, и Ахиллеса. Когда появляются Патрокл и Ахиллес, он называет их дураками; Патрокл пытается ударить его, однако Ахиллес удерживает его. Они видят приближающихся греческих полководцев Агамемнона, Улисса, Нестора и Диомеда в сопровождении Аякса, и Ахиллес быстро удаляется в свой шатер. Когда Агамемнон просит его о встрече, Патрокл говорит полководцу о болезни Ахиллеса. Агамемнон злится, однако Ахиллес отказывается выходить и говорит входящему к нему Улиссу, что он по-прежнему отказывается сражаться с троянцами. Агамемнон предлагает Аяксу войти и умолять Ахилла, но Улисс говорит, что это оскорбит Аякса, а затем он вместе с другими греческими полководцами сильно хвалит Аякса, говоря, что тот лучший из их воителей. Они соглашаются оставить Ахиллеса в его палатке и решают, что на следующий день Аякс будет их защитником против Гектора.

## Акт III

### Сцена 1
В Трое Пандар разговаривает со слугой, ожидая разговора с Парисом и Еленой. Когда они входят, он восхваляет Елену и просит её извинить Троила, если Приам спросит о нём за ужином в тот вечер. Парис и Елена спрашивают, где будет обедать Троил, и Пандар отказывается говорить ему, но они оба предполагают, что тот будет ухаживать за Крессидой, и отпускают скабрёзные шутки по этому поводу, после чего отправляются приветствовать возвращающихся воинов.

### Сцена 2
Пандар обнаруживает Троила нетерпеливо расхаживающим по саду и уверяет его, что его желание Крессиды вскоре будет удовлетворено. Он уходит, оставляя Троила в головокружительном ожидании, и приводит Крессиду; призвав их обняться, Пандар уходит. Оставшись одни, они объявляют любовь друг к другу, и каждый клянется быть верным другому. Он успокаивает её и вновь клянётся хранить верность, заявляя, что после этого история будет обо всех любовниках говорить, что они были столь же верны, как Троил. Крессида заявляет, что, если она когда-нибудь уйдёт от него, то надеется, что люди скажут о лживых любовниках, что они были как Крессида. Пандар заявляет, что, если эта пара когда-либо явит неверие, то пусть «до самого конца мира всех злосчастных, незадачливых сводников зовут Пандарами».

### Сцена 3
Тем временем в греческом лагере отец Крессиды, Калхас, предавший Трою, чтобы присоединиться к грекам, просит греческого генерала оказать ему услугу. Он просит обменять троянского полководца Антенора на его дочь, дабы он мог воссоединиться с ней. Агамемнон соглашается и приказывает Диомеду наблюдать за обменом. По совету Улисса греческие командиры проходят мимо палатки Ахилла и презирают гордого воина, игнорируя его приветствия и вызывая у него беспокойство. Он идёт к Улиссу и спрашивает его, почему его презирают, и Улисс говорит ему, что он больше не герой и о нём вскоре забудут. Он рассказывает и предполагает, что Ахиллес мог восстановить свою славу и честь, если бы перестал баловаться с вражескими женщинами и вышел на поле боя. Когда Улисс уходит, Патрокл говорит Ахиллесу последовать совету Улисса; видя, что на карту поставлена его репутация, Ахиллес соглашается. Входит Терсит и сообщает, что Аякс ходит по лагерю, совершенно напыщенный своей важностью. Патрокл убеждает сквернословящего раба уговорить Аякса привести Гектора, благополучно провожаемого Агамемноном, в шатёр Ахилла после их битвы на следующий день, для того чтобы Ахиллес мог поговорить с Гектором.

## Акт IV

### Сцена 1
Диомед приходит в Трою, чтобы обменять Антенора на Крессиду, и его сердечно приветствуют Эней и Парис. Эней идёт за Крессидой, говоря, что обмен нанесёт Троилу тяжелый удар; Парис соглашается, но с сожалением говорит, что у них нет выбора: «Изменить ничто не в силах горькое стечение событий» (the bitter disposition of the time will have it so). После ухода Энея Диомеда спрашивают, кто, по его мнению, более достоин Елены: Парис или Менелай? С большой горечью грек отвечает, что оба достойны её, так как они оба глупцы, готовые заплатить большую цену кровью за блудницу.

### Сцены 2-3
Между тем на рассвете Троил с сожалением прощается с Крессидой, а она умоляет его остаться ещё немного. Входит Пандар и отпускает несколько похабных шуток об их недавних занятиях любовью; внезапно раздаётся стук в дверь, и Крессида прячет Троила в спальне. Входит Эней и требует, чтобы Пандар привел Троила. Когда появляется молодой принц, Эней сообщает ему печальную весть о том, что Крессиду нужно отправить к отцу в греческий лагерь. Троил обезумел и идёт с Энеем к отцу Приаму, тогда как Пандар сообщает новости Крессиде, которая начинает плакать.

### Сцена 4
Троил приводит Диомеда вместе с великими лордами Трои к дому Крессиды и просит разрешения попрощаться с его дамой. Когда они остаются одни, он клянётся хранить верность, а Крессида обещает, что даже в греческом лагере она останется верной ему. Затем приводят Диомеда, и Троил требует, чтобы он «хранил её, не то, клянусь Плутоном, Будь даже сам Ахилл тебе охраной, Тебе я горло перережу» (1.4.124-129). Диомед возражает, что не станет давать никаких обещаний, однако будет обращаться с Крессидой, как она того заслуживает, а не потому, что ему приказывает какой-то троянский принц. В этот момент звучит труба, призывающая всех в греческий лагерь на поединок между Гектором и Аяксом.

### Сцена 5
В греческом лагере новоприбывшую Крессиду встречают все греческие командиры. Улисс настаивает на том, чтобы её поцеловали все, только тогда отказывается целовать её сам, а когда она уходит, заявляет, что она распутная и недобродетельная женщина. Затем прибывают троянские владыки, и условия дуэли устанавливает Эней, говорящий, что, поскольку Аякс и Гектор связаны между собой, Гектор не будет всем сердцем в этой битве. Пока два бойца готовятся, Агамемнон спрашивает Улисса, «кто сей троянец, столь печальный с виду?» (4.5.113.1). Улисс говорит генералу, что удрученный троянец — это Троил, а затем продолжает обильно хвалить его, говоря, что Троил может быть даже более велик, чем Гектор.

## Акт V

### Сцена 1
Ахилл хвастается перед Патроклом, как он умертвит Гектора. Они оба встречают Терсита, доставляющего письмо Ахиллесу, а затем обрушивающего на них обычный поток оскорблений, называя Патрокла Ахилла лакеем, его «шлюхом», а потом клянёт и всю кампанию. Послание троянской принцессы Поликсены, которую любит Ахиллес, умоляет его не сражаться на следующий день; он с грустью говорит Патроклу, что должен повиноваться её желанию. Они уходят, а Терсит остается; он наблюдает из тени за окончанием пира. Большинство лордов ложатся спать, однако Диомед ускользает для того чтобы увидеть Крессиду, а Улисс и Троил следуют за ним. Заметив, что Диомед — ненадёжный и похотливый мошенник, Терсит тоже следует за ним.

### Сцена 2

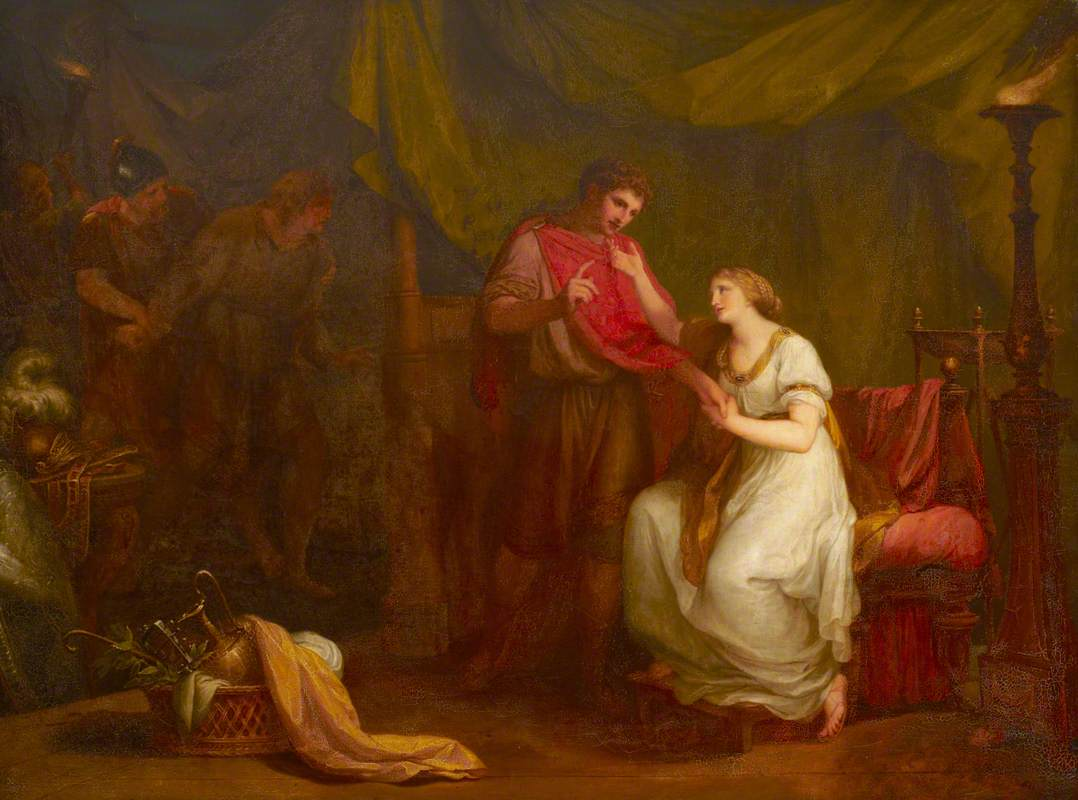
Диомед и Крессида («Троил и Крессида», акт V, сцена 2), Ангелика Кауфманн (1789)

В шатре Калхаса Диомед зовёт Крессиду. Её отец приводит её, тогда как Троил и Улисс наблюдают из одного укрытия, а Терсит из другого. Под бранные слова Терсита, приводя Троила в шок, Диомед ухаживает за Крессидой, которая ведёт себя мнительно, однако застенчиво по отношению к его ухаживаниям, какое-то время отваживая его, но не позволяя ему уйти. В конце концов, она даёт ему знак, подаренный ей Троилом, затем забирает его и говорит, что больше никогда не хочет видеть Диомеда, после чего она смягчается, даёт ему его еще раз и обещает дождаться его, когда тот придёт спать с ней. Когда она и Диомед ушли, Троил мучается, сначала отрицая увиденное, а затем обещая найти Диомеда на поле боя и убить его. Наконец, с приближением утра появляется Эней для того чтобы привести его обратно в Трою.

### Сцена 3
Гектор готовится к битве, а женщины — его жена Андромаха и его сестра Кассандра — умоляют его не идти. У обеих были сны, предсказывавшие его смерть, однако он отвергает их предупреждения. Входит Троил и говорит, что тоже будет драться; действительно, он упрекает Гектора за чрезмерное милосердие к врагам в прошлом, говоря, что сегодня Троил планирует убить как можно больше людей. Кассандра ведёт Приама, и старый царь умоляет сына не сражаться, говоря, что тоже предчувствует этот день, однако Гектор отказывается слушать и выходит на поле битвы. Пандар приносит Троилу письмо от Крессиды; Троил рвёт его и следует за Гектором на поле.

### Сцена 4
Пока бушует битва, Терсит трусливо спасается от смерти на поле боя.

### Сцена 5
В другой части равнин Агамемнон резюмирует дурное поведение греков в битве, в том числе пленение Дорея и убийство Патрокла. Затем входит Нестор, говоря про «Тысячу Гекторов на поле» (5.5). Сцена заканчивается вопросом Ахиллеса о том, где Гектор.

### Сцена 6
Троил называет Диомеда предателем за захват его лошади. Диомед, Аякс и Троил уходят, сражаясь.
Гектор щадит неподготовленного Ахилла, хвастающегося, что Гектору просто повезло найти его безоружным. Гектор видит грека в богато украшенных доспехах и преследует его.

### Сцена 7
В другой части равнины. Менелай и Парис выходят на сцену сражения. Терсит сталкивается с незаконнорожденным сыном Приама, но заявляет, что, поскольку он сам незаконнорожденный, то им нечего воевать друг с другом.

### Сцена 8
Ахиллес и его люди находят Гектора, который закончил бой и снял доспехи для того чтобы примерить золотые доспехи побежденного им воина. Окружив безоружного троянца, они закалывают его.

### Сцена 9
Вступают в поход Агаменон, Аякс, Менелай, Нестор, Диомед и другие. Среди греков распространяется слух о смерти Гектора.

### Сцена 10
Озлобленный Троил сообщает троянцам о смерти Гектора и проклинает Пандара. Оставшись один на сцене, несчастный Пандар недоумевает, почему его так оскорбляют, когда совсем недавно его услуг так желали.

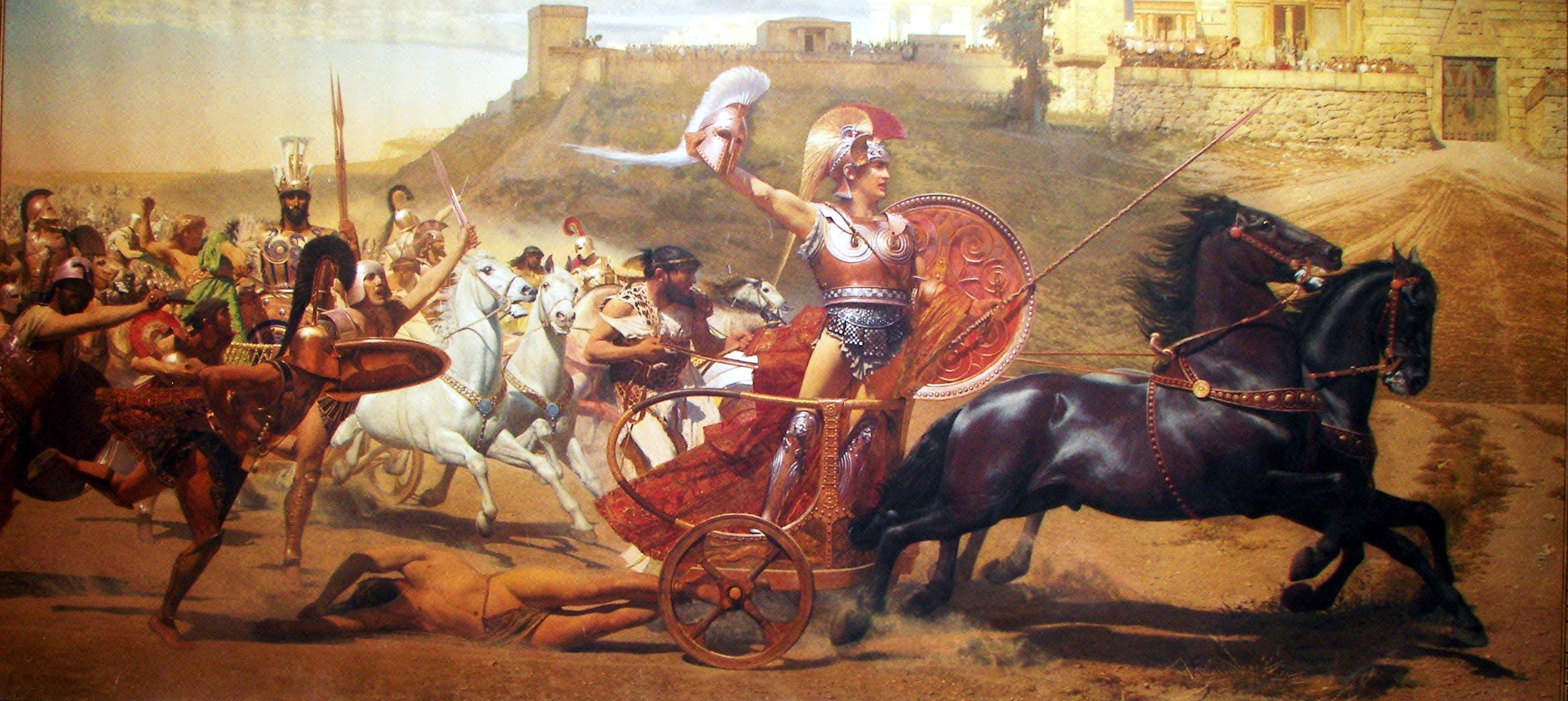
Триумф Ахиллеса, Франц Мач (1892)

## Жанровое своеобразие
Трудности с датировкой пьесы незначительны по сравнению с трудностями определения ее жанра.
Известный литературный критик XIX в. по имени Фредерик С. Боас утверждал, что «Троил и Крессида» (наряду с «Мерой за меру» и «Всё хорошо, что хорошо кончается») требуют особой категории: «Проблемная пьеса» (Problem Play). Термин был взят из «новой драмы» современников Боаса, таких как Ибсен и Шоу, он описывает пьесу, сосредоточенную на отдельно взятой социальной или политической проблеме, способствуя её обсуждению, однако не лёгкому разрешению. И всё же глубокий смысл «Троила и Крессиды», по словам Энтони Б. Доусона, состоит именно в запутанности: «Пьеса по-прежнему полна загадок, однако этот факт признаётся скорее достоинством, нежели недостатком — её трудности генеративны, а препятствия плодотворны» (It is still full of puzzles, but that fact has been recognized as a virtue rather than a defect – its difficulties are generative, its obstacles fruitful).
Джонатан Бейт — один из многих современных авторов, рассматривающих пьесу в качестве сатиры, намеренно подрывающей героический и романтический стиль нового популярного перевода Гомера Джорджем Чапменом. Он приводит в пример циничное отношение Пандара к ночному свиданию, устроенному влюбленными, а также слабый, «женственный» язык мнимо доблестных воинов. Воин в великолепных доспехах, произносящий пролог к пьесе, возможно, был пародией на «Poetaster» Бена Джонсона.
Несмотря на то, что пьеса находится в промежутке между «Историями» и «Трагедиями» в Первом фолио, первоначальное намерение редакторов состояло в том, чтобы она следовала за «Трагедией о Ромео и Джульетте», однозначно делая её трагедией, которые она так напоминание, несмотря на отсутствие типичной трагической структуры сюжета. Лишь задержка в процессе набора текста в типографии привела к тому, что она была «вставлена» после "Знаменитой истории Генриха VIII «, когда весь том был наконец опубликован. В настоящее время „Троила и Крессиду“ часто объединяют с так называемыми „проблемными комедиями“: „Мерой за меру“ и „Всё хорошо, что хорошо кончается“. На протяжении всего произведения мы можем видеть смену тона Шекспира от легко комического до глубоко трагического.
Литературный критик и ученый Джойс Кэрол Оутс писала, что на самом деле эти сдвиги дополнили ценности, которые Шекспир и поставил под сомнение в пьесе: любовь, честь и иерархию. По мнению Оутс, „Троил и Крессида“ — это одна из самых интригующих когда-либо написанных пьес, и, по её мнению, она кажется удивительно „современной“. Оутс считала пьесу новой разновидностью современной трагедии — грандиозным экзистенциальным заявлением: „Троил и Крессида“, самая неприятная и двусмысленная из пьес Шекспира, поражает современного читателя как документ современности — распознание в ней многочисленных измен, критика пьесой трагических притязаний, и, прежде всего, её скрытый спор между тем, что является существенным в человеческой жизни, и тем, что лишь экзистенциально — это темы XX в. … Это трагедия особого рода — „трагедия“, в основе которой лежит невозможность обычной трагедии».
«Троил и Крессида» не типичная трагедия, так как главные герои (Троил и Крессида) не погибают, однако пьеса заканчивается «трагическими» событиями: убийством героя Гектора и крахом любви заглавных героев. Содержит, наряду с трагическими, иронические и комические мотивы. В прижизненной публикации отнесена не к трагедиям, а к историческим хроникам.

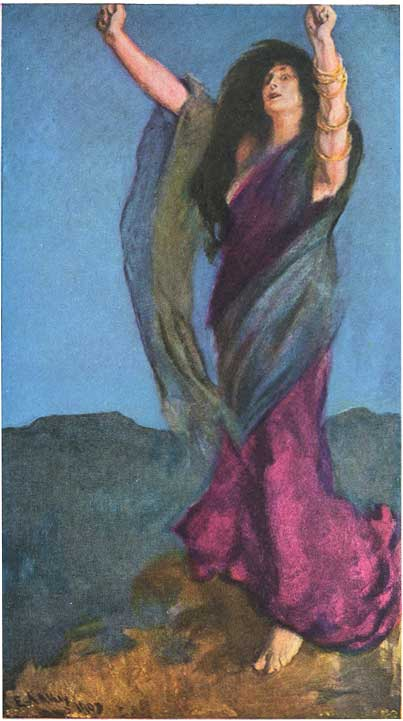
Кассандра, Троил и Крессида, Эдвин Остин Эбби (ок. 1908 г.)

## Источник

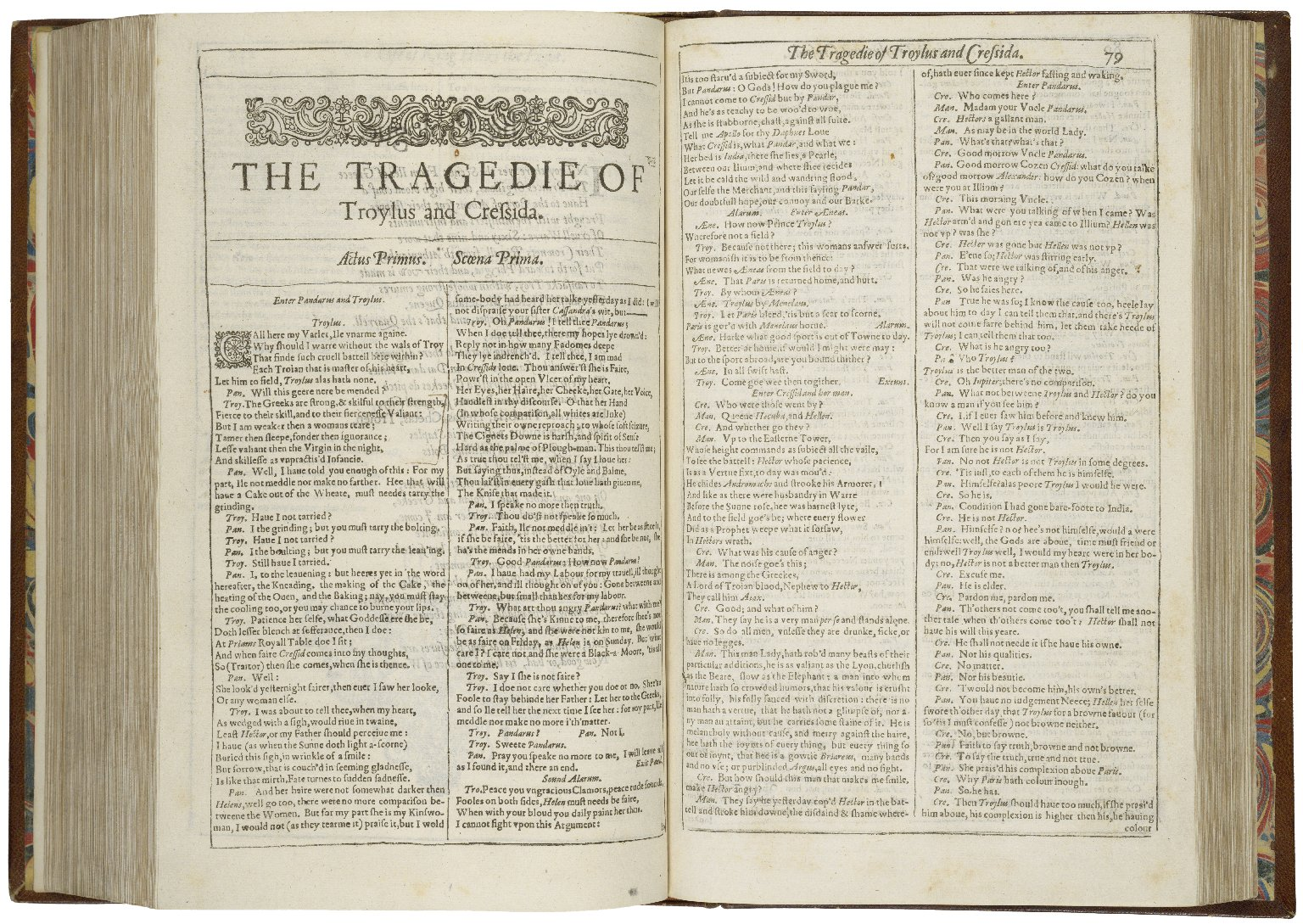
Первая страница Троила и Крессиды, напечатанная в Первом фолио 1623 г.

Сюжет о Троиле и Крессиде примыкает к циклу рассказов о Троянской войне, однако отсутствует в античной мифологии, возникая лишь в средневековой литературе: История убеждения Ахиллеса к сражению взята из «Илиады» Гомера (возможно, в переводе Джорджа Чапмена) и из различных средневековых и ренессансных пересказов, а история Троила и Крессиды представляет собой средневековый рыцарский роман, не являющийся частью греческой мифологии. Одноимённая поэма принадлежит Джеффри Чосеру. Она послужила одним из основных источников для Шекспира, наряду с другой «троянской» средневековой литературой, а также ренессансными изложениями Гомера. Сюжет был популярен в елизаветинской драматургии, о нём сочиняли пьесы Томас Хейвуд и Томас Деккер. Шекспир также опирался на «Книгу о Трое» (Troy Book) Джона Лидгейта и перевод Истории Трои Кэкстоном.
Две сюжетные линии Троила и Крессиды — история любви главных героев и война, разворачивающаяся в основном вокруг Гектора, Аякса и Ахиллеса — имеют совершенно разное происхождение. Если война имеет древнее происхождение и лежит в основе саги о Трое в гомеровских эпосах, особенно в « Илиаде», то история Троила и Крессиды — часть повествовательного материала Средневековья: она не происходит из греческой мифологии, но принадлежит к повествовательным мотивам, встречающимся в средневековом пересказе популярного материала.
Первое появление этой новой сюжетной линии — украшение Бенуа де Сент-Мором его «Романа о Трое», написанного для двора короля Генриха Плантагенета в качестве своего рода «зерцала государя». Со своей стороны, Бенуа расширил и дополнил истории Диктиса Критского и Дарета Фригийского из позднеримского периода, переплетающиеся с материалом Илиады, своим собственным романтическим сюжетом. Роман о Трое, в свою очередь, послужил источником для «Филострато» Боккаччо, который и был основным источником поэзии Чосеровского «Троила и Крессиды» (ок. 1380 г.); Шекспир очень хорошо знал произведения Чосера. Другие версии материала, например, «Троянская книга» Джона Лидгейта и «Собрание повествований о Трое» У. Кэкстона, имели хождение в Англии во времена Шекспира и, по-видимому, были хорошо ему известны.
Эта история была популярна среди драматургов в начале XVII в., и Шекспир, возможно, был вдохновлён современными пьесами. Двухчастная пьеса Томаса Хейвуда «Железный век» (The Iron Age) также изображает Троянскую войну и историю Троила и Крессиды, но неизвестно, была ли пьеса Шекспира написана первой Кроме того, Томас Деккер и Генри Четтл сочинили пьесу под названием «Троил и Крессида» примерно в то же время, что и Шекспир, однако эта пьеса сохранилась лишь в виде фрагментарного наброска сюжета.

## Проблема датировки

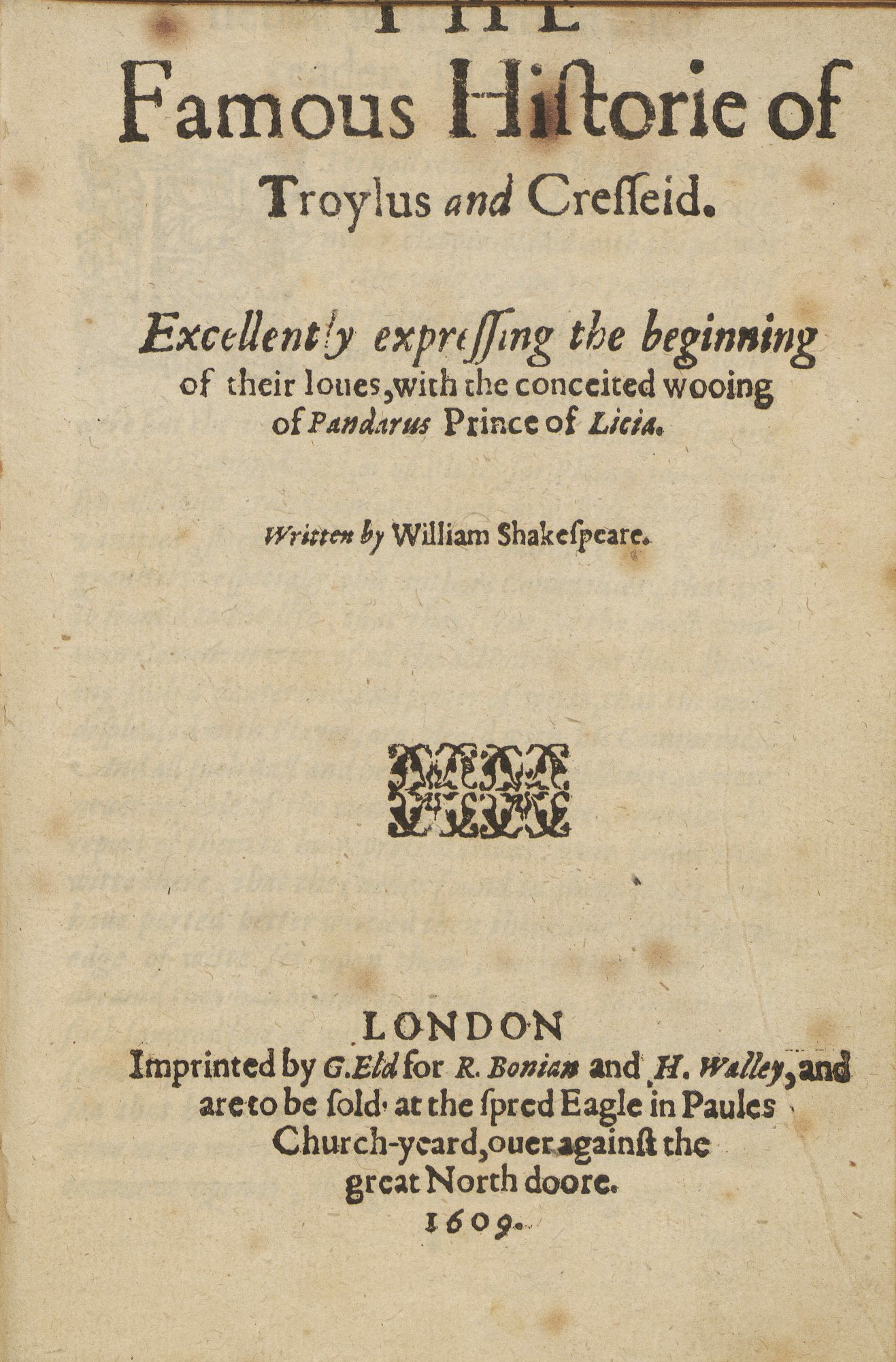
Титульный лист, издание quarto 1609 г.

Обычно пьеса датируется приблизительно 1602 г. Оба отдельных издания ин-кварто датируются 1609 г., причём они противоречат друг другу. В одном из них говорится, что трагедия была сыграна в театре «Глобус», а в другом — что читателю предлагается новая пьеса, никогда ранее не ставившаяся. Известно, кроме того, что уже в 1603 г. планировалось издать «Троила и Крессиду» (с указанием, что пьеса уже ставилась), но это издание тогда не состоялось по неизвестным причинам.
Ряд шекспироведов (например, Георг Брандес, датский шекспировед конца XIX в.) пытаются примирить эти свидетельства, предполагая, что «Троил» был поставлен около 1602 г., но к моменту публикации в 1609 году радикально переработан.
Пьеса была внесена в Реестр Почтенной кампании торговцев канцелярскими товарами 7 февраля 1603 г. книготорговцем и печатником Джеймсом Робертсом с упоминанием того, что пьеса была поставлена труппой лорда-камергера, то есть труппой Шекспира. Публикация последовала в 1609 г.; канцелярские работники Ричард Бониан и Генри Уолли перерегистрировали пьесу 28 января 1609 г., а позднее в том же году выпустили и первое кварто, но в двух «состояниях» (states). В первом говорится, что пьесу "разыгрывали слуги Королевского Величества в «Глобусе» (acted by the King’s Majesty’s servants at the Globe); вторая версия опускает упоминание о театре «Глобус» и предваряет пьесу длинным посланием, в котором утверждается, что «Троил и Крессида» — это «новая пьеса, никогда не ставившаяся на сцене, которой никогда не хлопали ладони простых людей» (a new play, never staled with the stage, never clapper-clawed with the palms of the vulgar).
Пьеса примечательна своей горькой и едкой тональностью, сходной с произведениями периода 1605—1608 гг., «Король Лир», «Кориолан», «Тимон Афинский». С этой точки зрения, первоначальная версия пьесы была более добродушной романтической комедией того типа, который Шекспир написал ок. 1600, такие как Как вам это понравится (As You Like It) и Двенадцатой ночью (Twelfth Night), тогда как более поздняя версия ввела более тёмный материал, оставив в результате гибридную смесь разных тональностей и намерений.
Издание Quarto называет его исторической пьесой под названием «Известная история Троила и Крессиды» (The Famous Historie of Troylus and Cresseid), однако в Первом фолио она классифицируется как трагедия под названием «Трагедия Троила и Крессиды». Путаница усугубляется тем фактом, что в оригинальном издании Первого фолио страницы пьесы не пронумерованы, название не включено в оглавление и кажется, будто она втиснута между историями и трагедиями. Основываясь на этом свидетельстве, учёные-шекспироведы полагают, что она была очень поздним добавлением к Фолио и, следовательно, могла быть добавлена всюду, где только было место.

## История постановок

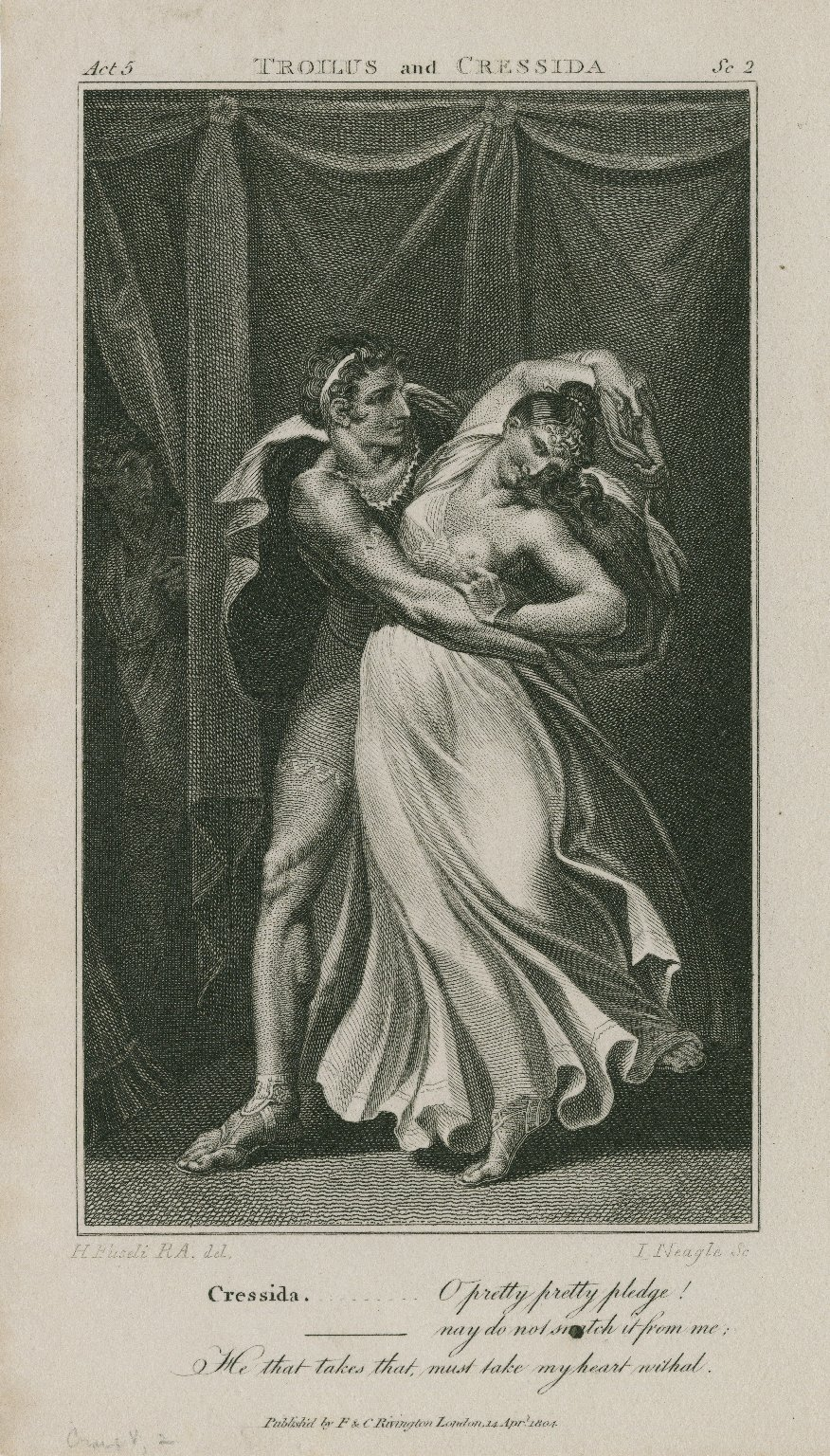
Гравюра 1804 г., основанная на картине Генри Фюсли, изображающей Акт V, Сцена II: флирт Крессиды и Диомеда.

Будучи написана примерно в 1602 г., пьеса скорее всего была поставлена где-то между 1602 и 1603 гг., поскольку запись в Реестре за 1602/3 отмечает публичное выступление труппы слуг лорда-камергера. Принимая во внимание тот факт, что во втором общедоступном издании кварто (1609 г.) было опущено свидетельство первого издания кварто «исполненных Слугами Королевского Величества в Глобусе» (as acted by the King’s Majesty’s Servant’s at the Globe), было высказано предположение, что постановка ставилась лишь однажды. Вместо этого том был рекомендован библиотекам «вечного читателя».
Публичных постановок на протяжении истории было немного. В 1679 г. Джон Драйден «по-новому смоделировал сюжет» (new modell’d the plot), перегруппировал сцены и представил произведение под названием «Правда, обнаруженная слишком поздно» (The Truth Found Too Late) в Герцогском Театре (Duke’s Theatre) в Лондоне. В 1795 г. Джон Филип Кембл подготовил версию пьесы для актёров, где упор делался на воинов, а Крессида отодвигалась на второй план, однако он отказался от постановки перед премьерой. Генри Ирвинг, актёр-менеджер (actor-manager) театра «Лицеум» в Лондоне, заказал новую версию в 1889 г., но не поставил её на сцене.
С тех пор пьеса становится всё более популярной. Питер Холланд из Кембриджского университета объясняет это актуальностью произведения во время надвигающейся войны: постановка Уильяма Поэла 1912 г. послужила предупреждением в то время, как великие европейские державы вооружались для конфликта, а постановка Майклом Макованом 1938 г. в современных костюмах в Вестминстерском Театре совпала с мюнхенским кризисом. В международной постановке в театре «Лебедь» в Стратфорде в августе 2012 г. изображение Терсита в виде раненого ветерана войны и то, как мирмидоняне убили Гектора, «резонировало с […] продолжающимися войнами в Ираке и Афганистане».
По сравнению с историей постановок других, более часто исполняемых пьес, запоздалые постановки Троила и Крессиды в театре также означают, что претензии на актуальность становятся особенно остры. Когда пьеса была выбрана для постановки в XX в., хотя раньше она и была не в моде, она показала нам, что в её темах и сюжете есть что-то знакомое современному зрителю. Колин Чемберс так охарактеризовал настроение того периода: "Были признаки начала воссоединения британского театра с обществом, из-за предшествующей неспособности (П. Холл), «принять во внимание, что у нас случилась мировая война [ …] и что всё в мире изменилось — ценности, образ жизни, идеалы, надежды и страхи». Театр заявлял о себе как о значимой культурной силе.
Как отмечает Барбара Бауэн: «Мы считаем пьесу современной отчасти потому, что у нас так мало историй о ранних (premodern) читателях, видевших пьесу».
Спектакль можно считать метафорическим зеркалом, отражающим современные вопросы и политические проблемы. Например: Джон Бартон во время подготовки к постановке Королевской шекспировской труппой в 1968 г. увидел параллели между затянувшейся войной во Вьетнаме и зашедшей в тупик осадой Трои как возможный вариант сценария, комментируя это так: «Основная ситуация […] ] смехотворна, но это ещё и неразрешимый тупик, в котором обе стороны неумолимы и неотступны». Однако об этом не упоминалось на сцене, где «войны и разврат» (wars and lechery) пьесы (акт 5, сцена 2) были продемонстрированы в контексте новых сексуальных свобод конца 1960-х гг.

## Отсылки в литературе и культуре
Осада Трои была одним из популярных литературных сюжетов в Англии около 1600 г. и одним из наиболее важных событий мировой истории для современников Шекспира. Обилие аллюзий в полном собрании сочинений Шекспира показывает, что Шекспир чувствовал способность предположить, что его аудитория будет знать об этом материале. Кроме того, из записей Филипа Хенслоу (Philip Henslowe) известны как минимум 2 утраченные драмы на эту тему.
Переводы «Илиады» были сделаны на греческий, латинский и французский языки в елизаветинской Англии; кроме того, современник Шекспира Джордж Чапмен также подготовил и английскую версию. Шекспир, вероятно, знал «Илиаду» через посредство Чапменовского перевода и, возможно, использовал её в некоторых частях своей пьесы, однако Шекспир, вероятно, опирался на средневековые и постсредневековые традиции.
В традициях среднеанглийской литературы материал подавался, с одной стороны, в рыцарско-придворной форме, а с другой стороны, всё более трансформировался в негативно-критическом ключе. Прежде всего, образ Крессиды изменился в течение XVI в., так что на рубеже веков Троил и Крессида всё больше обретали семантику неверности и лжи, а имя Пандар стало использоваться в качестве синонима сводни («pander»).
Соответственно, шекспировское расположение событий и фигур является частью более давней традиции трансформации и, в частности, отвлечения от устоявшегося повествовательного материала. Почти все персонажи оказываются недостойными своей легендарной репутации. В драме Шекспир не просто усиливает эти негативные тенденции, но связывает и накладывает друг на друга противоречивые характеристики, для чтобы сделать своих героев более интересными и доступными для зрителя. Отсутствие популярности пьесы в театре указывает на то, что в этом он потерпел неудачу.

## Экранизации
- 1954 — Троил и Крессида / Troilus and Cressida Великобритания (эпизод телесериала Театр воскресным вечером[англ.]), режиссёр Майкл Райлэндз[англ.]
- 1964 — Троил и Крессида / Troilus und Cressida, ФРГ (ТВ), режиссёр Ганс Шалла[англ.]
- 1966 — Троил и Крессида / Troilus and Cressida Великобритания (ТВ), режиссёры Майкл Крофт[англ.], Бернард Хептон[англ.], Пол Хилл
- 1969 — Троил и Крессида / Troilus und Cressida, ФРГ (ТВ), режиссёры Ганс Квест[нем.], Генрих Кох[нем.]
- 1975 — Троил и Крессида (ТВ) СССР, 1975, режиссёр Давид Карасик
- 1981 — Троил и Крессида, (ТВ) Великобритания, режиссёр Джонатан Миллер. В ролях: Антон Лессер — Троил, Сюзанн Бюрден[англ.] — Крессида, Чарльз Грей — Пандар, Бенджамин Уитроу — Улисс BBC Television Shakespeare[англ.]
- 1987 — Троил и Крессида / Troilus und Cressida, ФРГ (ТВ), режиссёр Дитер Дорн[нем.]
- 2012 — Спектакль Театра им. Евг. Вахтангова. Режиссёр Римас Туминас. В ролях: Леонид Бичевин — Троил, Евгения Крегжде — Крессида. Телеверсия ГТРК «Культура». 2012 г (4 июня 2020). Троил и Крессида.  149 мин. Россия — Культура. {{cite episode}}: |series= пропущен или пуст (справка)
- 2015 — Троил и Крессида / Troilus and Cressida, США, короткометражный, режиссёр Дрю Майкл Фельдман
- 2018 — Троил и Крессида / Troilus and Cressida, Королевская шекспировская компания, Великобритания, режиссёр Грегори Доран[англ.]

## Издания
- Шекспир, Уильям. Троил и Крессида // Шекспир, Уильям. Шесть трагедий / пер. с англ. И. В. Кутика. М.: Водолей, 2025. С. 235–378.

## В астрономии
В честь героини пьесы Шекспира назван астероид (548) Крессида, открытый в 1904 году, а также спутник планеты Уран Крессида, открытый в 1986 году.